# Ökostroika
Ökostroika war eine Umweltzeitschrift in Freiberg in Sachsen von 1990 bis 1991.

## Geschichte
Im Mai 1990 erschien die erste Ausgabe der Ökostroika. Herausgeber war ÖkoStroika e. V. in Freiberg, mit Bernd Reimer als Verantwortlichem. Leitender Redakteur war Nick Reimer. Die Zeitschrift bezeichnete sich als erste überregionale Umweltzeitschrift der DDR (vorher gab es Umweltblätter/telegraph sowie Uhu). Sie erschien mit einer Startauflage von 40.000 (nach eigenen Angaben) und wurde von einem Zeitungsverlag in Bamberg gedruckt.

Die Bezeichnung Ökostroika war vom ehemaligen DDR-Dissidenten Rudolf Bahro geprägt worden für den notwendigen ökologischen Umbau der Gesellschaft. 

„Der Versuch, die heile und gerechte Welt herzustellen, hat immer auch und entscheidend mit der Perestroika des ‚Egos‘ zu tun.“

Die Zeitschrift berichtete über Umweltthemen wie Müllnotstand, Abholzung der Regenwälder und die ökologischen Folgen des Golfkriegs. Sie erschien unregelmäßig etwa alle zwei Monate mit einer Auflage von anfangs etwa 10.000 Exemplaren (nach eigenen Angaben).
Mit der Nummer 5/6 1991 wurde das Erscheinen eingestellt. 

Seit Januar 1992 gab es die Zeitschrift Quer, die von Quer e. V. Verein für Demokratie, Ökologie und Menschenrechte in Berlin herausgegeben wurde und aus einer Zusammenarbeit mit der Zeitschrift Bündnis 2000 entstanden war. Verantwortlicher Redakteur war Erhard O. Müller. Diese wurde mit der Nummer 7/8 1992 eingestellt, da die Verkaufszahlen zu niedrig waren und Bündnis 90/Die Grünen die finanzielle Unterstützung beendet hatte.